# مبانی نقاشی و خطاطی
کتاب مبانی نقاشی و خطاطی (به پرتغالی: Manual de Pintura e Caligrafia) کتابی از نویسنده پرتغالی ژوزه ساراماگو که در سال ۱۹۷۷منتشر شده‌است.
این کتاب از زبان نقاش ای نوشته شده که با پیداش علاقه به نویسندگی به روزمره نویسی روی آورده‌است.
تا حد زیادی می‌توان آن را به‌صورت زندگی‌نامه‌ای خواند، اما در شکوفایی خود، مضمون عشق، مسائل اخلاقی، برداشت‌های حاصل از سفرهای نویسنده و تأملات فرد و جامعه را در بر می‌گیرد. آزادی پس از سقوط رژیم سالازار در سال ۱۹۷۴ تصویر پایانی روشنگری را ارائه می‌دهد.
ساراماگو در این کتاب به دیدگاه‌هایی درباره هنر، زندگی و ارتباط بین آنها می پردازد و به خواننده کمک می کند تا درک بهتری از مفاهیم هنری پیدا کند. او به بررسی فرآیند نقاشی و خطاطی، فرم، رنگ، نور و سایر عوامل مهم دیگر هنر می پردازد و در این راستا از تجربیات شخصی خود بهره می برد.
در این کتاب، ساراماگو  دیدگاه های خود درباره هنر می پردازد و باعث می شود خواننده یک نگاه جدید به هنر پیدا کند. او به صورت ابتکاری و جدید درباره هنر و تکنیک های مورد استفاده در نقاشی و خطاطی صحبت می کند و موضوعات پیچیده را به زبانی ساده و قابل فهم توضیح می دهد.
این کتاب به خواننده امکان می دهد تا با یک دیدگاه گسترده تر و کامل تر، نقاط ضعف و قوت هنر نقاشی و خطاطی را درک کند. همچنین با خواندن این کتاب، شما می توانید نحوه استفاده از رنگ، فرم و سایر ابزارهای هنری را به طور بهتری درک کنید

## خلاصه کتاب
رمان از زبان نقاش پرتره که به صورت اختصار خود را «اچ» نامیده‌است، روایت می‌شود که در از احساسات خویش نسبت به ‌زندگی، شغل و روابط اجتماعی و سیاست می‌گوید.
این رمان با او درحال نقاشی شروع می‌شود و دربارهٔ شغلش صحبت می‌کند. او که مشتری ای به نام «اس» دارد که فردی احتمالاً کارخانه دار است که سفارش دو نقاشی پرتره به «اچ» داده‌است. او نقاشی دوم را می‌خواهد بهتر بکشد ولی کلنجار افکار و احساس گناه به شغل خود و احساساتی که به منشی «اس» دارد باعث می‌شود که ناگهان: «با یک اسپری دارای رنگ سیاه، تابلو دوم را پوشاندم و شبی سیاه و تیره و ابدی را به آن وارد ساختم. پارچه هنوز روی سه‌پایه بود. سیاهی آن در تاریکی اتاق زیر شیروانی، همچون نابینایی در اتاق تاریک می‌نمود که به جستجوی کلاهی سیاه برآید که فردی ساعاتی پیش آن را پنهان کرده باشد.»
«اچ» دوستانی دارد که هرازگاهی در خانه او به دور هم جمع شده و مشغول به نوشیدن و خوردن و صحبت کردن می‌شوند.
در ادامه او با قطع رابطه با دوست دخترش و کم شدن دایره ارتباطی اش با دوستان، از روی تنهایی، بیشتر به نویسندگی روی می‌آورد و همچنین برای تمرین سفرنامه نویسی هم می‌کند.
یکی از دوستان او به نام آنتونیو به علت جرم‌های سیاسی زندانی می‌شود و «اچ» با خواهر آنتونیو به نام «ام» آشنا شده و معشوقه هم می‌شوند که: « «عشق من!» گفتی و من نیز تکرار کردم. دستهایت را به سمت من دراز کردی. در درونم مشعلی روشن شد. تو را می‌شناختم. می‌دانستم در کجا هستم و حضور دارم. نیروهایی که انگار از ما نبودند، گره خوردند.»
رمان با سقوط رژیم حاکم و آشنایی «ام» با نوشته‌های «اچ» به پایان می‌رسد.

## ترجمه و نشر در ایران
این کتاب در ایران با ترجمهٔ کیومرث پارسای در سال ۱۳۸۷ (خورشیدی) از انتشارات هنرکده با اسم «نقاشی» برای اولین به چاپ رسید. در مقدمه کتاب، مترجم اینطور می‌نویسد: «همچون سایر آثار ژوزه ساراماگو، نقاشی نیز ماجرایی کوبنده، صریح و اثرگذار است. کار، احساسات و عواطف و رویدادهای سیاسی، اگرنه به یک اندازه، دست‌کم با تفاوتهای اندک، متن این ماجرا را تشکیل داده‌اند.».